# Veľká Bránica
Veľká Bránica je národní přírodní rezervace v katastrálních územích obcí Belá a Terchová v okrese Žilina v Žilinském kraji na Slovensku. Území bylo vyhlášeno v letech 1967 a jeho rozloha je 332,09 hektaru. Předmětem ochrany je zachovalý komplex bučin na vápnitých horninách Malé Fatry, který je ukázkou původních lesů, jež sahaly až k horní hranici lesa. Rezervace je součástí národního parku Malá Fatra.